# سیارک ۲۳۷۷۹
سیارک ۲۳۷۷۹ (به انگلیسی: 23779 Cambier، نامگذاری:1998QL10) بیست و سه هزار و هفتصد و هفتاد و نهمین سیارک کشف شده‌است که در ۱۷ اوت ۱۹۹۸ کشف شد.
قدر مطلق سیارک برابر ۱۳.۵ است.